# Mycetina cyanescens
Mycetina cyanescens es una especie de coleóptero de la familia Endomychidae.

## Distribución geográfica
Habita en Sichuan (China).